# Harry Jacobs
Harry Jacobs war ein US-amerikanischer Tauzieher.

## Erfolge
Harry Jacobs nahm an den Olympischen Spielen 1904 in St. Louis für die zweite Mannschaft des Southwest Turnverein of St. Louis teil. Im Viertelfinale hatte die Mannschaft zunächst ein Freilos und traf anschließend im Halbfinale auf den New York Athletic Club. Das Halbfinale ging ebenso verloren wie das Duell in der Hoffnungsrunde gegen die erste Mannschaft des Southwest Turnverein of St. Louis. Da der im Finale unterlegene New York Athletic Club weder zum Duell um Silber noch zum abschließenden Duell um Bronze antrat, erhielten Jacobs sowie Charles Haberkorn, Charles Thias, Frank Kugler und Oscar Friede kampflos die Bronzemedaille.